# Melogale cucphuongensis
Melogale cucphuongensis is een zoogdier uit de familie van de marterachtigen (Mustelidae). De wetenschappelijke naam van de soort werd voor het eerst geldig gepubliceerd door Nadler et al. in 2011.

## Voorkomen
De soort komt voor in Vietnam en China.